# Ethnosoziologie
Die Ethnosoziologie (von altgriechisch ethnos „Volk“, und lateinisch socius „Gefährte“, und -logie) untersucht als ethnologisches Fachgebiet das gesellschaftliche Zusammenleben der Menschen bei ethnischen Gruppen und indigenen Völkern weltweit, vor allem ihre Verwandtschaftsbeziehungen, Heiratsregeln und soziale Organisation. Die Ethnosoziologie entspricht der britischen social anthropology (Sozialanthropologie) oder auch der US-amerikanischen cultural anthropology. Als „Kulturanthropologie“ wird allerdings im deutschen Sprachraum die Europäische Ethnologie bezeichnet (Volkskunde). Die Benennung als Ethnosoziologie wurde 1931 vom österreichischen Ethnologen Richard Thurnwald eingeführt, um Ethnologie und Soziologie enger miteinander zu verbinden. Unter den deutschen Ethnosoziologen sind etwa Wilhelm Emil Mühlmann, Horst Reimann und Georg Elwert hervorgetreten.

## Geschichte
Bis zum Ende der 1960er-Jahre beschäftigte sich die Ethnosoziologie fast ausschließlich mit der Analyse von Verwandtschaft (kinship), Verwandtschaftssystemen und Verwandtschaftsterminologien. Es wurde angenommen, dass soziale Strukturen, Rechtsvorstellungen und alle Formen der Sozialorganisation in nicht-industrialisierten Gesellschaften vorrangig durch Verwandtschaftsbeziehungen bestimmt seien. Damit geriet die Ethnosoziologie unter den Verdacht des Ethno- und des Androzentrismus. US-amerikanische Ansätze unterstellten ihr, Vorstellungen von Verwandtschaft, die sich mit der Industrialisierung in Europa herausgebildet hätten, beispielsweise die Kernfamilie, unkritisch den nicht-industriellen Gesellschaften gegenüberzustellen. Auch sei der matrilinearen Abstammung (nach der Mütterlinie) zu wenig Aufmerksamkeit geschenkt worden oder matrilineare Systeme seien mit den Begrifflichkeiten und Analysekonzepten patrilinearer Systeme untersucht worden (so Roger Keesing 1975). Diese Ansätze wurden wiederum kritisiert.
Seit den 1970er-Jahren verlagerte sich der Mittelpunkt der ethnosoziologischen Forschung auf das Individuum und die wirtschaftlichen, rechtlichen und kognitiven Bedingungen sozialer Systeme. Es entstanden Studien zu Personen, zu Geschlechterbeziehungen und sozialen Geschlechterrollen, zum Verhältnis von Individuum und Gesellschaft, zu Macht, Staatsorganisation und Organisation sozialer Prozesse. In angrenzenden Bereichen entwickelten sich Forschungen zur politischen oder religiösen Organisation (Politikethnologie, Religionsethnologie), zu gesellschaftstypischen Denkweisen und Wissensbeständen, ihrer Überlieferung und Verbreitung (Kognitive Ethnologie) oder zu indigenen Heil- und Behandlungssystemen (Ethnomedizin).